# 환상문학웹진 거울
환상문학웹진 거울은 대한민국의 판타지 중심 장르소설 웹진으로, 2003년 6월 27일에 창간되었다. SF, 판타지 작가 및 번역가들이 필진으로 활동하고 있다. 웹진의 성격과 작가 집단의 성격을 동시에 가지는 집단이라고 볼 수 있다.
현재 한국에서 가장 오래된 장르문학 웹진으로서 위상을 가지며, 장르문학에서 활동하는 많은 유명작가가 거울에 소속된 적이 있거나 현재 소속되어 있다. 장르문학이 막 태동하던 1990년대부터 꾸준히 장르 작가들을 지원하는 활동을 펼쳐왔으며, 이를 통해 창간 당시 아마추어거나 작가 지망생이었던 많은 필진이 프로 작가로 성장하였다. 
전성기 시절에 비해 업데이트되는 기사의 양이 줄고 중단편선 출간이 뜸해지는 등 활동이 다소 위축되어 있지만, 원고 투고와 운영을 모두 필진의 자발성에 기대고 있는 점을 고려하면 여전히 저력이 있다고 평가할 수 있다. 작가 집단으로서 여러 작가가 소속되어 있기 때문에 언제든 수준 높은 소설, 번역, 비평, 칼럼 등을 한자리에 모을 수 있다는 점도 거울의 저력 중 하나이다. 2017년 기준으로는 중국의 SF관련 브랜드인 미래관리사무국(Future Affairs Administration)과 손을 잡고 한중(韓中) SF 문화교류 프로젝트를 진행하고 있다. 
창간 당시부터 2010년 6월까지 박애진이 편집장을 맡았고 2010년 7월부터 2012년 11월까지 유서하가 2대 편집장을 맡았으며 2012년 12월부터 2015년 10월까지 최지혜(pena)가 3대 편집장을 맡았다. 2015년 10월부터는 편집장 없이 운영위원 및 편집위원이 공동으로 운영하는 체제로 바뀌었다. 운영위원 및 편집위원의 임기는 1년이며, 필진들의 지원 및 연임을 통해 해마다 운영편집진이 구성되고 있다.
창간 직후에는 매달 마지막 주 금요일 저녁에 필진들의 창작 중ㆍ단편소설, 서적 리뷰 기사, 게르만 신화, 그림 등이 업데이트되다가 업데이트 일자가 매달 1일로 변경되었다. 2017년 12월(통권173호)부터는 업데이트 방식을 대폭 수정하여 매달 1일에는 소설, 매달 15일에는 소설 외 기사가 업데이트되고, 호외성 기사는 수시 업데이트 하게 되었다.
2015년까지 해마다 한 해 동안 올라온 창작 중ㆍ단편소설을 엄선한 대표 중단편선과, 소재별 앤솔러지 등을 동인지 형식으로 출간해 왔다.

## 특징
- 환상문학웹진 거울은 온라인상에서 무료로 접근 가능한 환상문학 단편을 전문으로 다루는 국내 유일의 사이트이며, 이곳에 실리는 게시물로는 국내ㆍ외 소설과 서적 리뷰 기사ㆍ기획 기사, 장르소설 등이 있다. 그리고 매년 중단편선을 자체 제작해 한정 판매하고 있다.
- 주로 장편 연재소설 위주인 여타 환상문학 관련 사이트와 달리 참신하고 다양한 시도를 장려하기 위해 단편소설 중심으로 운영한다.
- 회원 가입 여부에 상관없이 사이트 이용이 가능하다.
- 서적정보 게시판, 비평과 감상을 올릴 수 있는 감상/비평 게시판 등을 두고 있다.

## 오프라인 활동
웹진 거울의 오프라인 활동으로는 서적 출간과 합평회 등 오프라인 모임이 있다.
웹진 거울은 해마다 한 해 동안 거울에 올라온 창작 중ㆍ단편소설 중 좋은 작품들을 엄선해 출간하는 대표 중단편선 시리즈, 특정한 소재를 정해 거울 필진들 외에 독자들에게서도 공모하여 모은 작품들을 수록하는 소재별 앤솔러지 시리즈, 거울 필진들의 개인 단편선 시리즈를 출간하고 있다. (이들 서적은 거울 사이트에서 통신판매로만 구입 가능하며 일반 서점에서는 구할 수 없다. 또한 동인 출판물이기 때문에 매진되었을 경우 재판은 하지 않는다.)
그리고 그 외에 격월로 공개 합평회를 열고 있다. 합평회는 독자들이 미리 제출된 작품을 읽고 참석하여 작가와 함께 자유로운 대화를 나눔으로써 서로의 의견과 다양한 시선을 공유하고 작가와 작품의 발전을 도모하는 오프라인 모임이다. 냉정한 평가와 날카로운 지적도 중요하지만 그만큼 작품이 가진 장점과 특징, 가능성을 발견하는 것도 중요한 목표이다.

### 대표 중단편선 시리즈
- 《2004 환상문학웹진 거울 단편선》 - 2004년 8월
- 《2005 환상문학웹진 거울 중단편선》 - 2005년 8월
- 2006 환상문학웹진 거울 중단편선 《변신!》 - 2006년 11월
- 2007 환상문학웹진 거울 중단편선 《비몽사몽》 - 2007년 11월
- 2008 환상문학웹진 거울 중단편선 《눈 늑대》 - 2008년 11월
- 2009 환상문학웹진 거울 중단편선 《잃어버린 시간의 연대기》 - 2009년 12월
- 2010 환상문학웹진 거울 중단편선 《묘생만경》 - 2010년 11월
- 2011 환상문학웹진 거울 중단편선 《그림자 용》 - 2011년 12월
- 2012 환상문학웹진 거울 중단편선 《죽음을 부탁하는 상냥한 방법》 - 2012년 11월
- 2013 환상문학웹진 거울 중단편선 《여행가》 - 2013년 12월
- 2014 환상문학웹진 거울 중단편선 《불사조의 꼬리》 - 2014년 12월

### 소재별 앤솔러지 시리즈
- 환상문학웹진 거울 흡혈귀 단편선 《혈중환상농도 13%》 - 2006년 7월
- 환상문학웹진 거울 외계인 단편선 《제15종 근접조우》 - 2007년 7월
- 환상문학웹진 거울 고양이 단편선 《달과 아홉 냥》 - 2008년 7월
- 환상문학웹진 거울 타로카드 단편선 《타로카드 22제》 - 2009년 12월
- 환상문학웹진 거울 탄생 단편선 《세상의 재시작까지 11억년》 - 2012년 7월

### 개인 단편선 시리즈
- 가연(박애진) 단편선 《신체의 조합》 - 2004년(전자책), 2005년 2월
- 은림 단편선 《할티노》 - 2005년 5월
- fool(박성환) SF 단편선 《우리의 삶을 부수기 전에 부숴야 할 것들》 - 2005년 8월
- 김보영 SF 중단편집 《멀리 가는 이야기》 - 2005년(전자책), 2008년 7월
- jxk160 중단편선 《밤 너머에》 - 2007년 9월

일부 단편선은 종이책으로 나오기 전에 북토피아에서 전자책으로 먼저 출간되었다. 단 수록된 작품 구성이 종이책과 약간 다른 경우도 있다.

### 비평집
- 2011 환상문학웹진 거울 비평선 《B평》

## 주요 작가
- 박애진
- 배명훈
- 김보영
- 박성환
- 김이환
- 은림
- 김주영

## 업데이트 정보
- 콘텐츠 업데이트는 매달 1일에 이루어지며, 거울 필진들의 창작 중ㆍ단편소설, 서적 리뷰 기사, 해외 단편, 그림 등이 새로 올라온다.
- 2013년 6월 1일 119호를 기점으로 10주년을 맞이하였다.